# Logos (musikalbum)
Logos är ett musikalbum av den amerikanska musikern Bradford Cox, det andra utgivet under pseudonymen Atlas Sound. Albumet utgavs på 4AD i Europa och på Kranky Records i Nordamerika. Albumet innehåller samarbeten med Noah Lennox från Animal Collective och Laetitia Sadier från Stereolab.

## Låtlista
1. "The Light That Failed" – 4:47
2. "An Orchid" – 3:05
3. "Walkabout" (featuring Noah Lennox) – 3:58
4. "Criminals" – 2:55
5. "Attic Lights" – 3:44
6. "Shelia" – 3:32
7. "Quick Canal" (featuring Laetitia Sadier) – 8:38
8. "My Halo" – 3:16
9. "Kid Klimax" – 2:59
10. "Washington School" – 3:25
11. "Logos" – 3:28